# Castets-et-Castillon
Castets-et-Castillon – gmina we Francji, w regionie Nowa Akwitania, w departamencie Żyronda. W 2013 roku liczba ludności wynosiła 1526 mieszkańców. 
Gmina została utworzona 1 stycznia 2017 roku z połączenia dwóch ówczesnych gmin: Castets-en-Dorthe oraz Castillon-de-Castets. Siedzibą gminy została miejscowość Castets-en-Dorthe.